# Mi ero perso il cuore
Mi ero perso il cuore è il primo album in studio da solista di Cristiano Godano pubblicato il 26 giugno 2020 dalla Ala Bianca.

## Descrizione
L'album è caratterizzato da sonorità folk e alternative country, ispirato ad artisti come Neil Young e Bob Dylan, è co-prodotto con i musicisti Gianni Maroccolo e Luca Rossi degli Üstmamò. Al disco hanno collaborato Enrico Gabrielli, Valentina Santini, Alice Frigerio e Vittorio Cosma. Oltre ai videoclip ufficiali sono stati realizzati dei video dal vivo dei brani del disco in versione acustica disponibili sulle piattaforme video e social. Insieme al disco seguirà un tour estivo suonato in duo con Roberta Finocchiaro in suggestive location, svoltosi nell'estate 2021.

## Tracce
1. La mia vincita – 3:52
2. Sei sempre qui con me – 4:36
3. Ti voglio dire – 4:12
4. Com'è possibile – 4:14
5. Lamento del depresso – 5:09
6. Ciò che sarò io – 4:51
7. Ho bisogno di te – 4:32
8. Dietro le parole – 4:25
9. Padre e figlio – 3:52
10. Figlio e padre – 3:57
11. Panico – 2:18
12. Nella natura – 3:46
13. Ma il cuore batte – 3:58

- bonus track edizione vinile: 14. Per sempre mi avrai

## Formazione
- Cristiano Godano – voce, chitarra
- Gianni Maroccolo – basso, chitarra[8]
- Luca Rossi – chitarra, cori[8]
- Simone Filippi – batteria, percussioni, cori[8]
- Enrico Gabrielli – flauto, melodica, violino, sax[8]
- Valentina Santini – cori[8]
- Alice Frigerio – cori[8]
- Vittorio Cosma – piano[8]

## Classifiche
| Classifica (2020) | Posizione massima |
| ----------------- | ----------------- |
| Italia            | 56                |